# 那羅延天
那羅延天，又稱那羅延金剛等，佛教神明之一，相當於婆羅門教神明那羅延，相傳為毘濕奴的化身之一。在佛教信仰體系中，那羅延是天界的金剛力士，是佛教的護法之一。在佛教寺廟中，常以密跡金剛與那羅延天的圖像作為山門的守護者，為「吽」、「啊」二仁王（哼哈二將）中之右側「啊」大將。

## 概論
鳩摩羅什說那羅延為天界的金剛力士之名。《俱舍論》等經典記載，那羅延為支持世界風輪的大力神明。